# حسابرسی زیست‌محیطی
ممیزی زیست‌محیطی نوعی ارزیابی است که برای شناسایی شکاف‌های انطباق با محیط زیست و پیاده‌سازی سیستم مدیریت، همراه با اقدامات اصلاحی مرتبط، در نظر گرفته شده است. به این ترتیب، آنها عملکردی مشابه (مشابه) با حسابرسی‌های مالی انجام می‌دهند. به‌طور کلی دو نوع مختلف از حسابرسی زیست‌محیطی وجود دارد: حسابرسی رعایت قوانین و حسابرسی سیستم‌های مدیریتی. حسابرسی‌های انطباق معمولاً نوع اصلی حسابرسی در ایالات متحده یا شرکت‌های چندملیتی مستقر در ایالات متحده هستند.

## ممیزی‌های انطباق با محیط زیست
تعهدات انطباق را می‌توان به عنوان قوانین و مقررات قابل اجرا در نظر گرفت. ممیزی‌های انطباق با الزامات زیست‌محیطی به منظور بررسی وضعیت انطباق قانونی سایت/شرکت در یک زمینه عملیاتی انجام می‌شوند. حسابرسی‌های انطباق عموماً با تعیین الزامات انطباق قانونی مربوطه که عملیات بر اساس آنها ارزیابی خواهد شد، آغاز می‌شوند. این شامل مقررات فدرال، مقررات ایالتی، مجوزها و احکام/قوانین محلی می‌شود. در برخی موارد، ممکن است شامل الزاماتی در توافقات حقوقی نیز باشد.
ممیزی‌های انطباق ممکن است چندرسانه‌ای یا برنامه‌ریزی‌شده باشند. ممیزی‌های چندرسانه‌ای شامل شناسایی و ممیزی تمام رسانه‌های محیطی (هوا، آب، زباله و غیره) است که مربوط به عملیات/شرکت است. ممیزی‌های برنامه‌ای (که ممکن است موضوعی یا رسانه‌ای نیز نامیده شوند) از نظر دامنه به حوزه‌های نظارتی از پیش تعیین‌شده، مانند هوا، محدود می‌شوند. حسابرسی‌ها به جای وضعیت آلودگی ملک، بر جنبه‌های زیست‌محیطی و تأثیرات زیست‌محیطی یک شرکت/سایت متمرکز هستند.

## ممیزی‌های زیست‌محیطی و استانداردهای بین‌المللی
ایزو ۱۴۰۰۱ یک استاندارد بین‌المللی داوطلبانه برای سیستم‌های مدیریت زیست‌محیطی ("EMS") است. ایزو ۱۴۰۰۰ الزامات مربوط به سیستم مدیریت زیست‌محیطی (EMS) را ارائه می‌دهد و استاندارد ISO 14004 دستورالعمل‌های کلی سیستم مدیریت زیست‌محیطی را ارائه می‌دهد. یک سیستم مدیریت زیست‌محیطی (EMS) که الزامات ایزو ۱۴۰۰۰ را برآورده می‌کند، ابزاری مدیریتی است که به سازمانی با هر اندازه یا نوع امکان می‌دهد تا:
1. شناسایی و کنترل تأثیرات زیست‌محیطی فعالیت‌ها، محصولات یا خدمات خود؛
2. عملکرد زیست‌محیطی خود را به‌طور مداوم بهبود بخشد، و
3. یک رویکرد سیستماتیک برای تعیین اهداف و مقاصد زیست‌محیطی، دستیابی به آنها و اثبات دستیابی به آنها اجرا کنید.

سازمان‌هایی که ISO 14001 را پیاده‌سازی می‌کنند معمولاً به دنبال اخذ گواهینامه از نهادهای صدور گواهینامه مستقل هستند. صدور گواهینامه نشان می‌دهد که مستندسازی، پیاده‌سازی و اثربخشی سیستم مدیریت زیست‌محیطی (EMS) با الزامات خاص ایزو ۱۴۰۰۰ مطابقت دارد. خانواده استانداردهای بین‌المللی ISO 14000 به‌روزرسانی شده است تا ISO 14044 ارزیابی چرخه حیات و مدیریت ارشد را در میان سایر تغییرات شامل شود.
در سال ۲۰۰۲، سازمان سازمان بین‌المللی استانداردسازی ایزو ۱۹۰۱۱، استاندارد بین‌المللی برای ممیزی سیستم‌های مدیریت کیفیت و محیط زیست، را نیز منتشر کرد که برای ممیزی‌های داخلی و ممیزی‌های صدور گواهینامه EMS استفاده می‌شود. نسخه ۲۰۱۱ استاندارد استفاده از آن را در ممیزی‌های بخش اول و دوم محدود می‌کند، در حالی که ممیزی‌های بخش سوم (ممیزی‌های صدور گواهینامه) اکنون پوشش داده شده‌اند.
ایزو نمونه‌های زیادی ارائه می‌دهد که در آن‌ها استانداردهای مدیریت محیط زیست در حمایت از سایر سیاست‌های عمومی مورد استفاده قرار گرفته‌اند. یک تصور غلط رایج این است که صدور گواهینامه به‌طور خودکار به معنای انطباق با قوانین است. صدور گواهینامه مستقیماً نشان دهنده رعایت الزامات یا مقررات قانونی نیست، اگرچه از سازمان می‌خواهد که میزان رعایت الزامات قانونی را ارزیابی کند. اگر هیچ انطباقی با برخی از الزامات قانونی وجود نداشته باشد، ایجاب می‌کند که سازمان اهداف مشخصی را در رابطه با عدم انطباق(ها) تعیین کند و برنامه‌هایی را برای دستیابی به انطباق ایجاد، اجرا و حفظ کند؛ بنابراین، ممکن است در زمان ممیزی، سازمان الزامات را برآورده کند، اما یک یا چند عدم انطباق با الزامات خاص وجود داشته باشد که شناسایی شده و سازمان به‌طور فعال برای اصلاح آنها تلاش می‌کند. راهنمایی‌های ویژه در این مورد توسط سازمان همکاری اروپایی برای اعتباربخشی ارائه شده است.

## حسابرسی‌های زیست‌محیطی و استانداردهای خصوصی
استانداردهای خصوصی زیادی برای پشتیبانی از ممیزی‌های زیست‌محیطی مرتبط با ادعاهای صدور گواهینامه و برچسب‌گذاری وجود دارد. این استانداردهای خصوصی به جنبه‌های مختلف زیست‌محیطی می‌پردازند که شامل ادعاهای مربوط به انتشار صفر خالص، ردپای کربن، برچسب‌گذاری زیست‌محیطی و مدیریت پایدار جنگل‌ها می‌شود. توجه به تفاوت‌های سازمان‌های تدوین‌کننده استاندارد که این استانداردها را تدوین می‌کنند و نگرانی‌های مطرح‌شده در مورد هماهنگ‌سازی و مدیریت چندذینفعی استانداردهای خصوصی، حائز اهمیت است.

## ابزارها و فناوری‌های حسابرسی
اصطلاح «پروتکل» به معنای چک لیستی است که توسط حسابرسان محیط زیست به عنوان راهنما برای انجام فعالیت‌های حسابرسی استفاده می‌شود. هیچ پروتکل استانداردی، چه از نظر شکل و چه از نظر محتوا، وجود ندارد. معمولاً شرکت‌ها پروتکل‌های خود را برای برآورده کردن الزامات انطباق خاص و سیستم‌های مدیریتی خود توسعه می‌دهند. شرکت‌های حسابرسی اغلب پروتکل‌های کلی تدوین می‌کنند که می‌توانند در طیف وسیعی از شرکت‌ها/عملیات‌ها اعمال شوند.
فناوری فعلی از نسخه‌های زیادی از پروتکل‌های مبتنی بر رایانه پشتیبانی می‌کند که تلاش می‌کنند فرایند حسابرسی را با تبدیل الزامات نظارتی به سوالاتی با کادرهای انتخاب «بله»، «خیر» و «غیرقابل اجرا» ساده کنند. بسیاری از شرکت‌ها و حسابرسان این موارد را مفید می‌دانند و چندین سیستم پروتکل از این دست به صورت تجاری در دسترس هستند. سایر حسابرسان (معمولاً آن‌هایی که سال‌ها تجربه حسابرسی زیست‌محیطی دارند) مستقیماً از مقررات/مجوزها به عنوان پروتکل استفاده می‌کنند. بحث دیرینه‌ای بین متخصصان حسابرسی محیط زیست در مورد ارزش پروتکل‌های بزرگ، بسیار دقیق و تجویزی (یعنی پروتکل‌هایی که از نظر تئوری می‌توانند توسط حسابرسی با تجربه فنی کم یا بدون تجربه فنی تکمیل شوند) در مقابل پروتکل‌های انعطاف‌پذیرتر که به تخصص و دانش حسابرسان باتجربه و اسناد منبع (مقررات، مجوزها و غیره) متکی هستند، وجود دارد. با این حال، استفاده از پروتکل‌های ساختاریافته و تجویزی در ممیزی‌های ISO 14001، بررسی آسان‌تر توسط سایر طرف‌ها، چه در داخل سازمان صدور گواهینامه (مانند بررسی‌کنندگان فنی و مدیران صدور گواهینامه) و چه در خارج از سازمان (نهادهای اعتباربخشی) را امکان‌پذیر می‌سازد.
در ایالات متحده، مجوزهای مربوط به انتشار گازهای گلخانه‌ای، تخلیه فاضلاب و سایر جنبه‌های عملیاتی، بارها استانداردهای اولیه انطباق قانونی را برای شرکت‌ها تعیین می‌کنند. در این موارد، حسابرسی صرفاً بر اساس مقررات کافی نیست. با این حال، از آنجایی که این مجوزها مختص هر مکان هستند، پروتکل‌های استانداردی که منعکس‌کنندهٔ شرایط مجوز برای هر شرکت/محل باشند، به صورت تجاری در دسترس نیستند؛ بنابراین، دارندگان مجوز و حسابرسانی که استخدام می‌کنند باید الزامات مجوز را شناسایی کرده و مؤثرترین روش برای حسابرسی در برابر آن الزامات را تعیین کنند.
در طول ۲۰ سال گذشته، پیشرفت‌های فناوری اطلاعات و ارتباطات (ICT) تأثیرات عمده‌ای بر حسابرسی داشته است. لپ‌تاپ‌ها، چاپگرهای قابل حمل، سی‌دی/دی‌وی‌دی‌ها، اینترنت، ایمیل و دسترسی به اینترنت بی‌سیم، همگی برای بهبود حسابرسی‌ها، افزایش/بهبود دسترسی حسابرس به اطلاعات نظارتی و ایجاد گزارش‌های حسابرسی در محل مورد استفاده قرار گرفته‌اند. در برهه‌ای از دهه ۱۹۹۰، یک شرکت بزرگ منابع قابل توجهی را صرف آزمایش «ممیزی‌های ویدئویی» کرد که در آن حسابرس (واقع در دفتر مرکزی شرکت) از فناوری کنفرانس ویدئویی بلادرنگ برای هدایت کارکنان در یک سایت جهت حمل دوربین‌های ویدئویی زنده به مناطق خاص کارخانه استفاده می‌کرد. اگرچه در ابتدا امیدوارکننده بود، اما این فناوری/مفهوم قابل قبول واقع نشد. یکی از فناوری‌های نوظهور در حسابرسی زیست‌محیطی، استفاده از تصاویر ماهواره‌ای و سیستم‌های اطلاعات جغرافیایی است.

## انواع ارزیابی‌های مرتبط
ارزیابی سایت زیست‌محیطی فاز اول ("ESA") عموماً در رابطه با ادغام، اکتساب یا فعالیت‌های مالی انجام می‌شود. هدف از ESAها شناسایی منابع بالقوه/وجود آلودگی اموال به منظور هزینه‌های پاکسازی/مسئولیت تحت قانون ایالات متحده است. ESAها به ندرت شامل بخش ممیزی انطباق هستند و نباید با ممیزی‌ها اشتباه گرفته شوند.

## حسابرسی زیست‌محیطی در هند
نهاد عالی حسابرسی (SAI) در هند توسط حسابرس کل و حسابرس کل هند (CAG) که یک مرجع قانونی است، اداره می‌شود. گروه مشورتی عمومی هند (CAG) اختیارات خود را از مواد ۱۴۸ تا ۱۵۱ قانون اساسی هند می‌گیرد. قانون وظایف، اختیارات و شرایط خدمت CAG مصوب ۱۹۷۱، وظایف، وظایف و اختیارات CAG را تعیین می‌کند. در حین انجام تعهدات قانون اساسی خود، CAG جنبه‌های مختلف هزینه‌ها و درآمدهای دولت را بررسی می‌کند. حسابرسی انجام شده توسط CAG به‌طور کلی به حسابرسی مالی، حسابرسی رعایت قوانین و حسابرسی عملکرد طبقه‌بندی می‌شود. حسابرسی زیست‌محیطی توسط مؤسسه عالی حسابرسی هند در چارچوب گسترده حسابرسی رعایت و عملکرد انجام می‌شود.